# Altenpflege

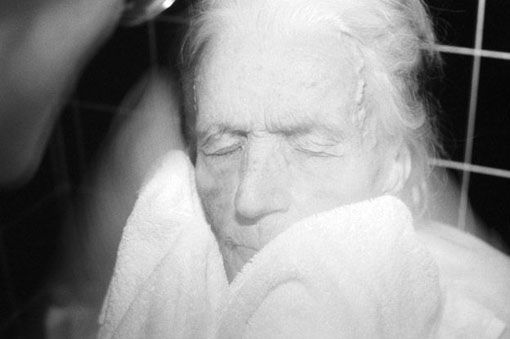
Altenpflege durch einen Zivildienstleistenden

Altenpflege befasst sich als professionelles Berufsfeld mit der Betreuung und Pflege von alten Menschen in Institutionen und Organisationsformen, wie der Hauskrankenpflege, Ambulante Pflegedienste, Altenheim, Pflegeheim, Gerontopsychiatrie, sowie bedingt auch in Palliativstationen und Hospizen. Die berufliche Altenpflege wird in der Regel von Altenpflegern und Altenpflegehelfern ausgeübt.
Ziel der Altenpflege, als Langzeitpflege, ist die Erhaltung einer guten stabilen Lebensqualität. Weil die geistigen, körperlichen und sozialen Fähigkeiten im Alter abnehmen, besteht die Aufgabe der Altenpflege darin, die Fähigkeiten der Selbstpflege des Betroffenen so weit wie möglich zu erhalten und zu fördern. Rehabilitation steht in jedem Fall vor einer pflegerischen Versorgung. Notwendige Pflege, die der Betroffene nicht mehr oder nicht immer selbst leisten kann, ist nach Möglichkeit mit Zustimmung des Betroffenen zu planen, festzulegen und zu erbringen. Die staatliche und private Pflegeversicherung dient einer teilweisen finanziellen Absicherung dieser Leistungen. Insgesamt sind die Angehörigen wie auch andere in dem Umfeld tätigen Berufsgruppen mit einzubinden. Primär sind dabei Hausärzte zu nennen.
Die Altenpflege, als allgemeiner Begriff, besteht neben der beruflichen Tätigkeit im Bereich Alten- oder Krankenpflege auch aus verschiedenen Aufgaben im familiären, privaten oder ehrenamtlichen Umfeld. Die Koordination professioneller und informeller (privater oder ehrenamtlicher) Versorgung teilweise hilfebedürftiger alternder Personen ist eine anspruchsvolle Aufgabe in der Altenpflege, da es dabei oft um Eingriffe in das Selbstbestimmungsrecht von Erwachsenen geht.

## Wandel der Pflege
Aufgrund der demografischen Entwicklung und des medizinischen Fortschritts nimmt der Anteil älterer Menschen in den Industrieländern stetig zu. Eine Folge davon ist, dass immer mehr professionelle Betreuung notwendig wird. Der medizinische Fortschritt, der Einsatz von zunehmend komplexen Medizinprodukten, die Verfügbarkeit von technischen Alltagshilfen (Sammelbegriff Ambient Assisted Living) und die Umsetzung moderner Pflegekonzepte erfordern von den Pflegekräften eine immer höhere Qualifizierung. Daraus ergeben sich ein steigender Bedarf an ausgebildeten Fachkräften und ein zunehmender finanzieller Aufwand.
Nach der Heimpersonalverordnung, die im Zuge der Föderalismusreform zwischenzeitlich teils durch landesspezifische Normen ersetzt wurde, müssen in Deutschland bis zu 50 % der Beschäftigten eine, in der Regel dreijährige, Ausbildung zur Pflegefachkraft haben. Dies bedeutet aber auch einen hohen Anteil angelernter, eventuell nur vorübergehend tätiger Mitarbeiter in einem Arbeitsgebiet, das stark auf Kontinuität bisheriger Lebensweisen zielt. Trotz verschiedener Schutzbestimmungen, auch zur Heimaufsicht, werden immer wieder gravierende Missstände in Pflegeeinrichtungen festgestellt. Das geht von Vernachlässigung oder Gewalttaten durch einzelne Pflegekräfte bis hin zu systematischen Mängeln in Pflegeheimen, die immer wieder kritisiert werden.
Andauernde Probleme der Altenpflege sind auch der Pflegekräftemangel, der unter dem Schlagwort „Pflegenotstand“ bekannt ist, sowie die Finanzierung. Die Verweildauer im Beruf ist wissenschaftlich nicht eindeutig untersucht, sie gilt jedoch als niedrig. Als Gründe werden häufig die körperlichen und seelischen Belastungen und die Frustration über das Auseinanderklaffen von Anspruch und Wirklichkeit des Berufes angegeben.
„Seitdem in den 1990er Jahren in Deutschland Pflegestudiengänge eingeführt wurden, professionalisiert sich die Pflege; man bemüht sich darum, ein gemeinsames Pflegeverständnis und ein gemeinsames Profil professioneller Pflege zu entwickeln und zu etablieren. Dass eigenständige Wissensbestände durch Pflegeforschung und Expertenstandards entwickelt werden, ist ein Zeichen der Emanzipation, aber auch der eigenständigen Profilierung der Pflege.“
Der Bedarf an Pflegekräften wird in Zukunft weiter steigen. Statistischen Ämtern des Bundes und der Länder zufolge wird die Zahl der Pflegebedürftigen im Jahr 2020 auf etwa 2,9 Millionen Menschen geschätzt.

## Pflege in Deutschland
Die Pflegearbeit in Deutschland wird hauptsächlich von Angehörigen oder anderen nahestehenden Personen zuhause übernommen. Dies betrifft vor allem niedrige Pflegestufen. 2013 waren 2,6 Millionen Menschen pflegebedürftig, also etwa 3,3 % der Bevölkerung. Diese, wie die professionelle Pflege, ist größtenteils (> 85 %) Frauenpflege und wird meistens von Ehefrauen und Töchtern durchgeführt. Wo dies nicht oder nicht vollständig möglich ist, ergänzen oder übernehmen ambulante Pflegedienste die häusliche Pflege (2005 wurden im Flächenstaat Baden-Württemberg auf diese Weise 65 % der pflegebedürftigen Personen versorgt), bundesweit beschäftigen ambulante Pflegedienste etwa 290.000 Mitarbeiter. Diese Zahl derjenigen, die zuhause gepflegt wurden, bezieht all die Personen, die von der Pflegeversicherung keine Leistungen erhalten bzw. nicht beantragt haben, noch gar nicht ein (sogenannte Stufe 0). Etwa bei einem Drittel der aufwändig zu pflegenden Personen erfolgt eine stationäre Pflege. Ambulante Dienste und Heime beschäftigen ausgebildete Altenpfleger, Gesundheits- und Krankenpfleger, Altenpflegehelfer, Pflegehelfer, Sozialpädagogen, Ergotherapeuten sowie in unterschiedlichem Ausmaß angelernte Helfer. Mit Stand 2013 gibt es in Deutschland rund 13.000 Pflegeheime mit insgesamt etwa 900.000 Plätzen. Im Schnitt werden in einem Heim 63 pflegebedürftige Menschen betreut.

### Finanzierung, Organisationsebenen
Finanziert wird die Altenpflege neben privaten Aufwendungen
- in Deutschland vor allem durch die Leistungen der Pflegeversicherung, im Bedarfsfall auch subsidiär durch die Hilfe zur Pflege, eine Leistungsart der staatlichen Sozialhilfe,
- in Österreich durch staatliche Leistungen aufgrund des Bundespflegegesetzes und der Landespflegegesetze.
- in der Schweiz teilweise von der Person selbst und zum Teil durch Vergütungen der Krankenkasse. Die Kosten fallen an für die Pflege und Betreuung zu Hause sowie die Alterseinrichtungen (Heime, Pflegewohnungen). Verschiedene öffentliche und private Institutionen bieten ebenfalls punktuelle Unterstützung (z. B. Pro Senectute). Die Gemeindezweigstelle der Alters- und Hinterlassenenversicherung (AHV) erteilt Auskünfte über die AHV und das Anrecht auf Ergänzungsleistungen und Hilflosenentschädigung. Einige Kantone haben im Falle von Streitigkeiten Mediationsstellen (Ombudsstellen) geschaffen, an die man sich wenden kann, um sich bei etwaigen Problemen in Zusammenhang mit einem Alters- und Pflegeheim oder mit den Organisationen Spitex oder Pro Senectute beraten zu lassen.

In anderen Ländern, insbesondere in den USA gehört institutionalisierte Altenpflege in den kommerziellen Gewerbebereich. Dort ist z. B. der große Altenhilfe-Betreiber „Evangelical Lutheran Good Samaritan Society“ eine Ausnahme, weil er eine Non-Profit-Organisation ist.
Die fachliche Aufbau-Organisation innerhalb einer Pflegeinstitution (z. B. einem Pflegeheim, Ambulanten Dienst) geht vom Pflegehelfer und evtl. freiwillig Dienstleistenden (FSJ, Menschen im Bundesfreiwilligendienst) über Pflegefachkräfte (und dazu Auszubildende) über die Stations- (auch Wohnbereichsleitung) bis zur Pflegedienstleitung. Diese trägt aber nicht überall selbst die Personalverantwortung, sondern ist einem organisatorischen Geschäftsführer oder Direktorium unterstellt.

## Versorgungsformen
Die Hilfen für Ältere sind dadurch gekennzeichnet, dass sie zunächst von Angehörigen oder anderen, nicht dafür ausgebildeten Personen geleistet werden, bei zunehmendem Hilfebedarf jedoch immer mehr von professionellen Kräften. Pflegebedürftige Menschen wünschen sich meist, dass die Betreuung so lange wie möglich in der vertrauten Umgebung der eigenen Wohnung stattfindet. Neben dem Wunsch der Betroffenen führt teilweise auch der Umstand, dass einige Familien sich andere Lösungen nicht leisten können oder wollen zur Wahl des Modells häusliche Pflege. Die Pflegeversicherung ist in Deutschland vergleichbar einer Teilkaskoversicherung. Übersteigen die tatsächlichen Kosten die Zahlungen der Pflegeversicherung muss die Finanzierungslücke mit der Rente und etwaigem Vermögen geschlossen werden.
Stand Ende 2017 waren in Deutschland 3,41 Millionen Menschen pflegebedürftig im Sinne des Pflegeversicherungsgesetzes (SGB XI). Nach der bundesweiten Statistik stieg im Vergleich zu 1999 in den Heimen der Anteil versorgter Personen um 18 % und bei den ambulanten Pflegediensten um 13,5 %. Bei den Pflegegeldempfängern gab es dagegen einen Rückgang von 4,6 %. Dadurch sank der Anteil der zu Hause Versorgten von 72 % im Jahr 1999 auf nun 68 % aller Pflegebedürftigen. (s. a. Demografische Entwicklung)

### Teilstationäre Pflege
„Tagespflege für Senioren“ oder „Nachtpflege“ ist ein Angebot in einer Tages- oder Nachtpflegeeinrichtung, wenn die Pflege im häuslichen Umfeld nicht ausreichend sichergestellt werden kann oder dies zur Ergänzung und Stärkung der häuslichen Pflege erforderlich ist. In der anderen Tageshälfte wird die Pflege aber zuhause fortgeführt. Dies gilt ergänzend auch für die stundenweise Betreuung pflegebedürftiger Personen, die an einzelnen Tagen stundenweise in einer Tagesstätte untergebracht sind. Einrichtungen zur Tages- und Nachtpflege werden nicht im Sinne des, mit Ausnahme von Thüringen, landesrechtlich geregelten Heimrechts als stationäre Einrichtung verstanden.

### Stationäre Pflege

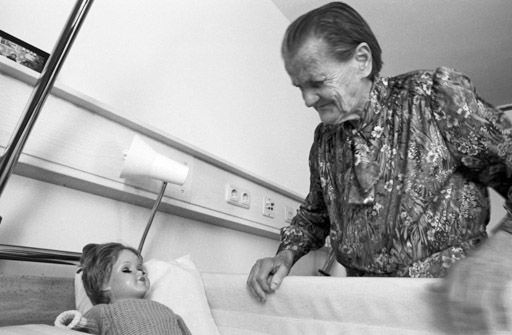
Bewohnerin einer Pflegestation in einem Altenheim in München, 1990

Dazu gehören das Altenwohnheim, das Altenheim und das Pflegeheim. Notwendige Krankenhausbehandlungen erfolgen, z. B. in einer gerontopsychiatrischen oder in einer geriatrischen Abteilung, sind jedoch kein Teilbereich der stationären Altenpflege, weil sie nicht auf Dauer, sondern erkennbar nur vorübergehend erfolgen sollen.
Durch das Prinzip der Pflegeversicherung, „ambulant vor stationär“ zu fördern, leben immer weniger nicht pflegebedürftige ältere Menschen in stationären Altenpflegeeinrichtungen (Seniorenheimen, früher auch Altenheim oder Altersheim genannt). Diese Einrichtungen bieten aber zunehmend Plätze für Pflegebedürftige an, d. h. auch sie wandeln sich teilweise in Pflegeheime um, die für Personen mit hohem Pflegebedarf bestimmt sind.
Alleinstehend, schwer demenzkrank und ein Alter von über 85 Jahren sind die hauptsächlichen Merkmale, die einen Einzug ins Pflegeheim begründen. 2003 waren von den Frauen im Pflegeheim 73 % verwitwet (von den Männern 38 %, Angaben von destatis, neueste Zahlen von 2007).
Die Verweildauer in stationären Altenpflegeeinrichtungen ist insgesamt rapide gesunken, zum Teil auf unter ein Jahr (dabei gibt es regional erhebliche Unterschiede). Nicht zuletzt dadurch sollten Konzepte der Sterbebegleitung, wie sie für Hospize entwickelt wurden, Einzug in stationäre Pflegeeinrichtungen finden.
Eine weitere Besonderheit der verschiedenen Altenheime ist der relativ geringe Ausbildungsgrad der dort in der Pflege Beschäftigten. Das deutsche Heimgesetz schreibt eine Fachkraftquote vor, die bei den meisten Einrichtungen bei 50 % liegen müsste (d. h., die Hälfte der erbrachten Arbeitsleistung müsste durch ausgebildete Fachkräfte erfolgen). Diese Quote, auch Pflegefachkraftquote genannt, wird nicht von allen Einrichtungsträgern eingehalten (oder nicht immer; insbesondere nicht an Wochenenden und in den Nächten). Formal wurde diese Situation durch die Einführung des Berufs staatlich geprüfter Altenpflegehelfer verbessert.

### Pflegestufen und -grade
Art und Umfang der Leistungen der deutschen Pflegeversicherung richten sich nach der Intensität der Pflegebedürftigkeit. Dazu werden pflegebedürftige Personen durch die Pflegekassen auf Grundlage eines Gutachtens des Medizinischen Dienst der Krankenversicherung (MDK) einem von fünf Pflegegraden zugeordnet. Die Höhe der Leistungen richtet sich darüber hinaus danach, ob häusliche oder stationäre Pflege erbracht werden muss.
Allerdings werden meist nicht alle Kosten der Pflege durch die Pflegeversicherung gedeckt. Für die Betroffenen und ihre Angehörigen bedeutet Pflegebedürftigkeit deshalb fast immer auch eine finanzielle Belastung.
In Österreich gibt es sieben Pflegestufen, das Pflegegeld ist bei häuslicher und stationärer Pflege gleich.

### Pflegestützpunkte
Pflegestützpunkte werden von den Kranken- und Pflegekassen auf Initiative eines Bundeslandes eingerichtet und bieten Hilfesuchenden Beratung und Unterstützung. Wenn Hilfesuchende selbst pflegebedürftig sind oder pflegebedürftige Angehörige haben, erhalten sie im Pflegestützpunkt alle wichtigen Informationen, Antragsformulare und konkrete Hilfestellungen. In den Pflegestützpunkten finden sie auch die Pflegeberater der Pflegekassen.
Wenn Pflegebedürftige oder ihre Angehörigen etwa eine Wohnung altengerecht umbauen möchten, informieren sie die Mitarbeiter der Pflegestützpunkte über mögliche Zuschüsse der Pflegekasse. Wenn ein geeignetes Pflegeheim gefunden werden soll, hat das Beratungspersonal den Überblick und kann helfen. Eine Übersicht ehrenamtlicher Angebote in der Kommune kann ebenfalls von den Pflegestützpunkten bereitgestellt werden.
Im Pflegestützpunkt soll auf Wunsch der oder des Einzelnen das gesamte Leistungsspektrum für Pflegebedürftige koordiniert werden. Pflegestützpunkte können pflegenden Angehörigen deshalb auch bei der Vorbereitung und Organisation rund um die Pflege Unterstützung bieten. Sie ermöglichen eine effiziente Vernetzung aller Angebote für Pflegebedürftige vor Ort sowie in der Region und sollen darüber hinaus helfen, Grenzen zwischen den Sozialleistungsträgern zu überwinden.

### Betreutes Wohnen
Betreutes Wohnen ist ebenfalls eine für ältere Menschen geeignete Wohnform, soweit diese keiner ständigen Pflege bedürfen. Der Begriff ist nicht normiert oder geschützt. Meist handelt es sich bei entsprechenden Angeboten um abgeschlossene Miet- oder Eigentumswohnungen gewerblicher Bauträger, u. U. die Normen des alten- bzw. behindertengerechten Bauens nicht, oder nur zum Teil berücksichtigen. Zusätzlich wird in einem längerfristigen Vertrag eine Grundbetreuung z. B. eines Pflegedienstes mit Rufbereitschaft (Hausnotruf) und ein Hausmeisterservice gegen Entgelt vereinbart. Diese zusätzlichen Kosten können auch pauschal als Gesamtpreis erhoben werden. Betreutes Wohnen wird auch in Form von Genossenschaften organisiert unter Beteiligung eines Trägers der Wohlfahrtspflege. Seit 2006 gibt es die DIN-77800-Qualitätsanforderungen an Anbieter der Wohnform Betreutes Wohnen für ältere Menschen, in der Mindestanforderungen an die Qualität dieser Wohnform definiert werden. Ziel ist, den Verbrauchern mehr Sicherheit zu geben und „Mogelpackungen“ aus dem Markt zu drängen. Dies erfolgt durch die Zertifizierung, die in der Begutachtung Betreuten Wohnens durch unabhängige Gutachter besteht und bei Erfüllung der Kriterien in die Vergabe eines Qualitätszeichens mündet.

### Mehrgenerationenhaus
Diese häusliche alternative Wohn- und Lebensform, die Solidarität zwischen Jung und Alt prägt, sei es in Familien, zwischen Singles und/oder Alleinerziehenden, ermöglicht es älteren Menschen selbstbestimmt und eigenverantwortlich so lange wie möglich in der eigenen Wohnung zu leben. Im Not- und Pflegefall helfen Mitbewohner und zusätzlich ambulante Dienste. Die älteren Menschen können jedoch auch den Kindern und Familien und Alleinerziehenden des Mehr-Generationen-Hauses helfen, wenn sie möchten. Im Normalfall setzt das aber eine über Jahre gewachsene Vertrauensbasis voraus.

## Beziehungen in der Pflegesituation
In der Altenpflege gibt es besondere soziale Beziehungen. Das kann am Wissensvorsprung von Therapeuten, der Deutungshoheit des Individuums oder unterschiedlichen Erwartungen der gegenseitigen Rollen, der finanziellen Abhängigkeiten u. a. liegen. Ein relativ häufiges Problem ist die Rollenumkehr der „pflegenden Töchter“ (gilt auch für die seltener pflegenden Männer). Einige Pflegetheorien gehen speziell auf die sozialen Beziehungen in der Pflegesituation ein.
Durch den hohen Anteil zwischenmenschlicher Kommunikation an der Pflege kann es zu Konflikten kommen, die ihre Wurzel in der gemeinsamen Vergangenheit haben. Daneben gibt es immer wieder Fälle von persönlichen Unzulänglichkeiten oder gar krimineller Ziele, die sich in Vernachlässigung, Misshandlung oder im Extremfall auch in Tötungen niederschlägt. Geschieht dies in einem institutionellen Umfeld, ist in der Öffentlichkeit von Pflegeskandalen die Rede.
Kritiker der Versorgungsmängel in Deutschland sprechen im Gegensatz dazu aber von einer systematischen Unterversorgung, die nur in Einzelfällen kriminalisiert würde. In ihrer Gesamtheit aber sei die Unterversorgung ein Systemfehler (Siehe Pflegeskandal).
Auch Indien hat mit dem dortigen Generationenvertrag ähnliche Fragen zu lösen.
Ein kritischer Zeitpunkt in der Altenpflege ist der Umzug aus der eigenen Wohnung in ein Pflegeheim (Heimaufnahme). Der alte Mensch ist durch seine akute Erkrankung in mehrerer Hinsicht verletzlicher als sonst. Der Einzug in ein Altenheim als „letzter Station“ im Lebensweg konfrontiert ihn nicht nur mit dem Gedanken an den Tod, sondern auch möglicherweise mit dem Bewusstsein, nicht mehr für sich selbst sorgen zu können. Außerdem kann es vielschichtige Konflikte mit nahen Angehörigen geben, die ihrerseits diese Situation mit Schuldgefühlen erleben und häufig über den Elternunterhalt den Heimaufenthalt finanzieren müssen. Die professionellen Pflegekräfte stehen nun mitten in diesen Wechselbeziehungen, meist ohne nähere Kenntnis der Familiensituation.

## Gesetzliche Grundlagen (Deutschland)
Für die Leistungen der gesetzlichen Pflegeversicherung ist vor allem das Elfte Buch Sozialgesetzbuch grundlegend. Für die medizinisch geprägten Teile der Versorgung ist das Krankenversicherungsrecht nach dem SGB V maßgeblich.
Die gesetzliche Grundlagen für Heime und das Heimpersonal sind im Wohn- und Betreuungsvertragsgesetz sowie den Landesgesetzen zum Heimrecht geregelt.
Weitere Gesetze wie das BGB für das Vertragsrecht, der Sozialdatenschutz oder das StGB als Schutz vor kriminellen Handlungen gelten auch im Rahmen der privaten oder der institutionalisierten Pflege.
Im Altenpflegegesetz sind die Rahmenbedingungen und die Inhalte der Ausbildung für den Altenpflegeberuf sowie die Voraussetzungen für das Führen der Berufsbezeichnungen Altenpflegerin oder Altenpfleger geregelt.
Die Regensburger Juristin Susanne Moritz stuft empirisch belegbare Missstände in deutschen Pflegeheimen als verfassungswidrig ein. Ursache einer völlig unzureichenden pflegerischen Versorgung der Heimbewohner und erheblicher Gewaltanwendungen gegenüber den Pflegebedürftigen seien in erster Linie die gesetzlichen Rahmenbedingungen der Pflege, insbesondere die finanziell unzureichenden Leistungen der Pflegeversicherung. Indem der Staat die finanzielle Situation der Pflegeeinrichtungen nicht verbessere, verletze er seine Schutzpflichten gegenüber den Pflegebedürftigen. Der VdK unterstützte eine Verfassungsbeschwerde auf der Grundlage dieser Argumentation, die vom Bundesverfassungsgericht aber nicht zur Entscheidung angenommen wurde.